# Maniérisme anversois

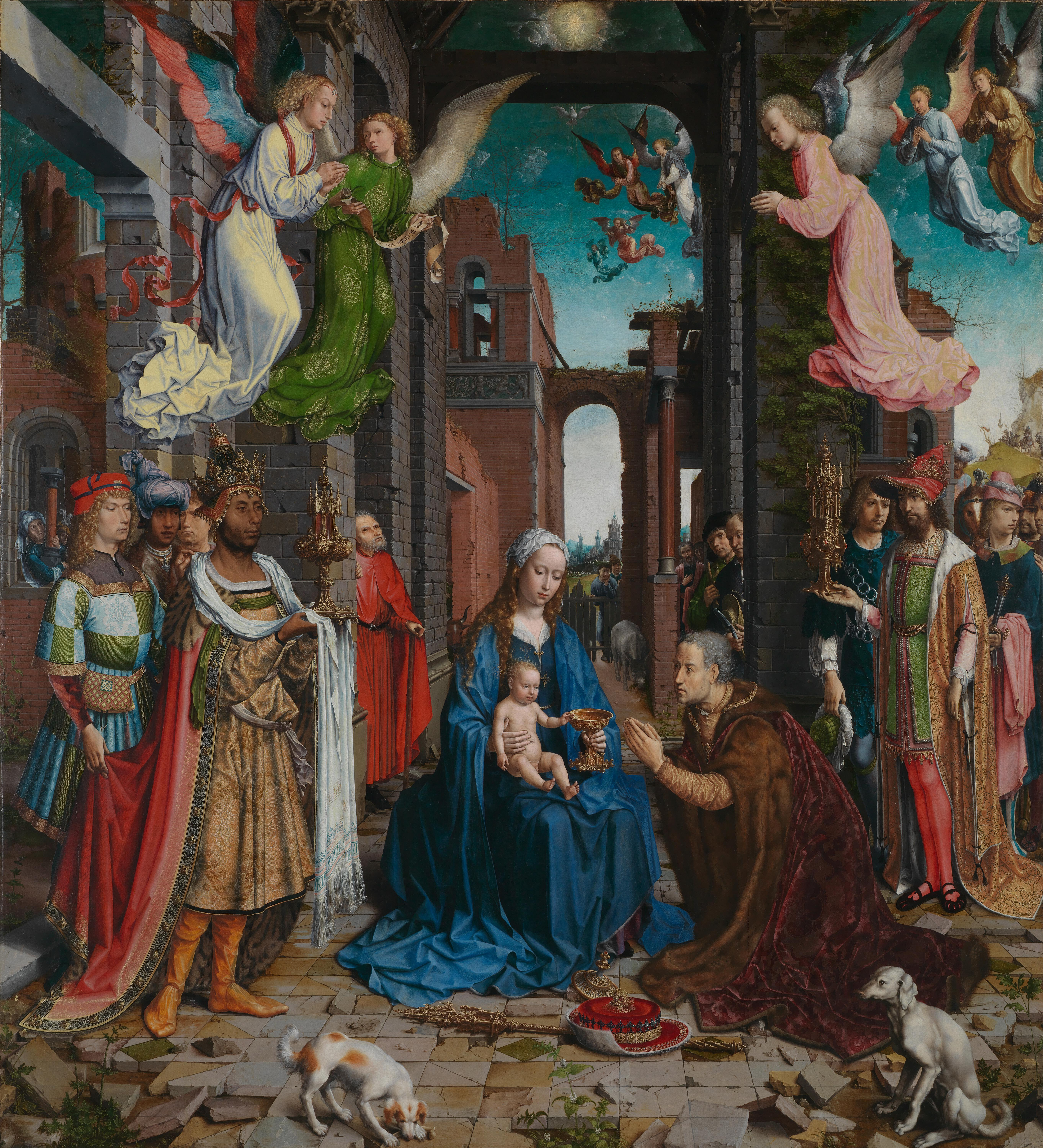
Jan Gossaert, L'Adoration des mages (v. 1503-1506) huile sur chêne,. Londres, National Gallery.

Le maniérisme anversois se rapporte au style d'un groupe de peintres travaillant à Anvers au début du XVIe siècle. Le style n'est pas en relation directe avec l'art de la Renaissance italienne, mais suggère une réaction au style classique[Information douteuse] de la peinture flamande du XVe siècle. Ce style se caractérise plutôt par des inspirations de l'art gothique tardif. Cela se traduit par des éléments d'architecture gothique et de la Renaissance. Une palette chromatique vive et flamboyante, ce qui est aussi visible par les costumes des protagonistes.
Bien que certaines tentatives d'identification de personnalités artistiques indépendantes aient été avancées, ces peintures restent pour la plupart attribuées à des maîtres à nom de convention.

## Contexte
On peut dater ce mouvement entre 1500 et 1530 environ, à une époque où Bruges perd de sa prédominance en faveur d'Anvers.

## Style et caractéristiques
Les œuvres attribuées à Jan de Beer, celles du Maître de 1518 (probablement Jan Mertens le Jeune, dit Jan van Dornicke), et certaines peintures de Jan Gossaert et Adriaen Isenbrant sont caractéristiques du maniérisme anversois. Ces tableaux associent les styles de la peinture flamande du XVe siècle et de la Renaissance du nord, et incorporent à l'intérieur de mêmes compositions les traditions flamande et italienne. L'Adoration des mages et La Nativité sont des sujets fréquemment représentés dans ces compositions, se déroulant souvent le soir en éclairant les figures avec une certaine intensité dramatique. 
Les scènes de l'Adoration étaient très populaires parmi ces artistes qui aimaient représenter les motifs élaborés des vêtements portés par les mages et le caractère ornemental des ruines formant le cadre architectural de ces scènes. 
Le maniérisme se caractérise par l'importance donnée au mouvement, à l'exubérance de la décoration et des drapés, aux expressions des personnages.